# Bandrélé
Bandrélé és un municipi francès, situat a la col·lectivitat d'ultramar de Mayotte. El 2007 tenia 6.838 habitants.